# Wahl zur Verfassunggebenden Versammlung Tunesiens 1956
Die Wahl zur Verfassunggebenden Versammlung wurde in Tunesien am 25. März 1956, fünf Tage nach der Unabhängigkeit von Frankreich, abgehalten. Die Wahl fand im Königreich Tunesien statt; wegen geheimer Abmachungen, ausgehandelt zwischen Habib Bourguiba von der Neo-Destur-Partei und dem König Lamine Bey, konnten die Wähler nur Parteilisten und keine Einzelkandidaten wählen.
Das Ergebnis war ein Sieg für die Nationale Union, eine Allianz der Neo-Destur, des Allgemeinen Tunesischen Gewerkschaftsbundes, der Nationalen Union der Tunesischen Bauern und der Tunesischen Union der Handwerker und Händler, welche alle 98 Sitze gewann, während die Opposition aus Kommunisten und Unabhängigen gemeinsam nur 1,3 % der Stimmen erhielt; viele drückten ihre Opposition durch Wahlenthaltung aus (41 % in Tunis, 71 % in Djerba, der Heimat des Bourguiba-Gegners Salah Ben Youssef). Nach der Wahl wurde Habib Bourguiba zum Premierminister der von der Neo-Destur dominierten Regierung ernannt. Die Wahlbeteiligung lag bei 83,6 %.

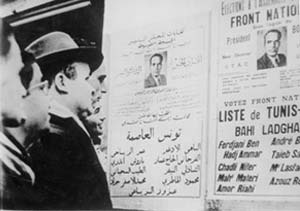
Wahlkampfzettel auf Französisch und Arabisch

## Ergebnisse
| Partei                           | Stimmen | Anteil | Sitze |
| -------------------------------- | ------- | ------ | ----- |
| Nationale Union                  | 597.763 | 98,7 % | 98    |
| Tunesische Kommunistische Partei | 7.352   | 1,2 %  | 0     |
| Fraktionslose                    | 235     | 0,1 %  | 0     |
| Ungültige/Leere Stimmen          | 1.447   | -      | -     |
| Gesamt                           | 606.899 | 100 %  | 98    |
| [ 5 ]                            |         |        |       |